# Wilhelm Viëtor
Wilhelm Viëtor, né le 25 décembre 1850 à Cleeberg, mort le 22 septembre 1918 à Marbourg, est un professeur d'anglais allemand, ardent promoteur de la phonétique. Membre de la première heure de l’Association phonétique internationale fondée par Paul Passy en 1886, il en fut le président de 1888 à sa mort.
Le phonéticien allemand, Klaus J. Kohler (de) estimait que Viëtor avait été « La figure dominante de la phonétique descriptive et appliquée des langues étrangères en Allemagne au début du siècle. »

## Biographie
Wilhelm Viëtor est issu d'une famille de pasteurs et de fonctionnaires de Hesse-Nassau. L'un de ses lointains ancêtres, Theodor Viëtor, était déjà professeur de grec ancien à Marbourg au début du XVIIe siècle. Le père de Viëtor, Wilhelm Viëtor, était pasteur et inspecteur des collèges à Kirburg. Son fils est né à Cleeberg (aujourd'hui un quartier de Langgöns) le jour de la Noël 1850. Il fit ses études secondaires aux lycées de Wiesbaden et de Weilbourg, et passa son baccalauréat en 1869.
Conformément au désir de son père, il étudia d'abord la théologie à l'université de Leipzig, mais après la première année, il s'inscrivit à des cours de sanskrit, de philologie et de musicologie à Berlin, études qu'il continua à Marbourg après 1871. Assistant linguistique en Angleterre (1872–73, Maidenhead et Middleton Lodge), il s'inscrivit en thèse à l'université de Marbourg. Sa thèse, soutenue en 1875,, était consacrée à la Geste des Lohérains, et fut préparée sous la direction d'Edmund Stengel (de).
Il partagea ensuite son temps entre les cours qu'il donnait au lycée de jeunes filles d'Essen, des emplois de précepteur à Wiesbaden et un séjour comme professeur d'allemand en Angleterre. Finalement, il fut professeur d'anglais au lycée professionnel de Düsseldorf en 1876–78 puis professeur au lycée public de Wiesbaden (1881). Il dirigea l'année suivante le pensionnat Garnier (de) de Friedrichsdorf (Taunus) et obtint en 1883 un poste de maître de conférence d'allemand à l'University College de Liverpool,.
Quoi qu'il n'eût pas l'habilitation, il accepta en 1884 un poste de professeur surnuméraire de littérature anglaise à l'université Philippe de Marbourg. Il était alors rattaché au département des langues romanes, dont il devint le directeur-adjoint. Au cours du second semestre 1884, il devint membre de l'Association pour la Philologie moderne de Marbourg, noyau de la future Marburger Burschenschaft Rheinfranken (de). Titularisé en 1894 comme professeur d'anglais, il exerça en 1894-95 les fonctions de recteur de l'université de Marbourg, et y institua un cours de langue et de civilisation anglaise. Doyen de la faculté de Philosophie (1904/05), il avait eu comme étudiants les phonétistes Laura Soames (1840–1895), Ernst Alfred Meyer, Friedrich Brie (de) (1880–1948) et Gustav Plessow (1886–1953). Viëtor fut élevé au rang de conseiller ministériel en 1916,.
Viëtor avait épousé Karoline (dite Lina), née Hoffmann (1860–1929) en 1886. Ils eurent quatre fils, dont le juriste Ludwig Viëtor (1889–1973), et le géologue et paléontologue Walter Viëtor (1892–1957). Affecté d'une longue maladie, le chagrin d'avoir perdu son fils benjamin, mort au front, précipitèrent sa mort, survenue le 22 septembre 1918.

## Œuvre
Les premiers pas de Wilhelm Viëtor en linguistique remontent à son étude de 1875 sur les accents de  sa région natale. Sa grammaire anglaise pour les lycées rompait avec des traditions désuètes, d'une part en consacrant un chapitre entier à la phonétique, d'autre part en notant les détails de l'accentuation ; et s'il se forgea d'abord sa propre notation des sons, la quatrième édition de sa grammaire (1906) adoptait définitivement l'alphabet phonétique international publié par l'Association phonétique internationale (API).
Son ouvrage le plus célèbre, un manifeste intitulé « L'enseignement des langues doit changer » (Der Sprachunterricht muss umkehren), qu'il publia d'abord sous le pseudonyme Quousque Tandem (« jusques à quand...? ») en 1882, déchaîna une vague de protestations à cause de ses attaques mordantes contre le conformisme ; mais il suscita aussi une série de réformes : il appelait notamment à assigner aux cours de langue vivante une compétence linguistique d'abord orale ; ce qui passait, selon lui, par une réduction du volume des textes littéraires à étudier, une réduction du poids de la grammaire aux éléments essentiels du discours oral, par l'intégration de la prononciation dans l'enseignement, enfin par l'usage exclusif de la langue-cible dans les cours.
Ses publication postérieures valurent à l'auteur une grande notoriété. C'est à son initiative qu'en 1886 l'Association des néophilologues allemands vit le jour. L'année suivante, il lance la revue Phonetische Studien, remplacée en 1893 par Die Neueren Sprachen, organe des linguistes dans le monde germanophone.
Sa chaire d'anglais à l'université de Marbourg le mettait en position d'influer sur l'enseignement des lycées allemands et de communiquer ses convictions didactiques par ses étudiants.
Outre les éditions successives de ses manuels, Viëtor constitua lui-même des recueils de textes propres à diffuser la pratique de l'anglais contemporain. Par ses recensions critiques et ses billets d'opinion, il fit reconnaître la linguistique et l'importance de la langue parlée. Il a participé activement aux écoles d'été de Marbourg, organisées à partir de 1896 par l'un de ses collègues, le romaniste Eduard Koschwitz.
Viëtor a été président et membre honoraire de l'API, et membre honoraire de la Modern Language Association de Grande-Bretagne et d'Irlande.